# Weißer Kreis (Burschenschaft)
Der Weiße Kreis war von seiner Gründung 1919 bis zu seiner Suspendierung 1961 ein Zusammenschluss „weißer“ Burschenschaften innerhalb der Deutschen Burschenschaft. Seine Nachfolgeorganisationen existieren bis heute.

## Geschichte
Der Weiße Kreis (WK) wurde am 15. April 1919 von 18 Burschenschaften gegründet. Er ging aus der 1908 entstandenen „weißen Richtung“ in der Deutschen Burschenschaft hervor. Mit der Gründung des WK sollte der Einfluss der „weißen“ Burschenschaften auf die Verbandspolitik der Deutschen Burschenschaft sichergestellt werden. Bereits seit 1902 waren weiße Burschenschaften geschlossener aufgetreten und hatten sich zu den jeweiligen Burschentagen zu Vorbesprechungen getroffen. Um dem WK etwas entgegenzusetzen, entstand 1920 als Gegenpol die Rote Richtung.
1931/32 bestand der Weiße Kreis aus dem Schwarz-Weiß-Roten Kartell (Germania Halle, Frankonia Erlangen), dem Altweißen Kartell (Frankonia Bonn, Alemannia Gießen, Rugia Greifswald, Germania Königsberg, Dresdensia Leipzig), dem Freundschaftsbund (Cimbria München, Obotritia Rostock, Cimbria Würzburg), dem Schwarz-Weißen Kartell (Cimbria Berlin, Germania Breslau) und den ungebundenen Burschenschaften Germania Hamburg und Germania Straßburg zu Frankfurt. Gemeinsam mit dem Weißen Ring, dem Schwarz-Rot-Goldenen Kartell und vielen ungebundenen Burschenschaften bildete der WK die Weiße Arbeitsgemeinschaft.
1934 trat der Weiße Kreis aus der Deutschen Burschenschaft aus und musste sich unter dem Druck der politischen Verhältnisse auflösen (siehe auch: Alte Burschenschaft); er wurde erst nach Ende der nationalsozialistischen Herrschaft am 15. Juni 1951 von 15 Burschenschaften wiederbegründet.
In den 1950er Jahren setzte sich der WK für die Pflichtmensur ein. Zum Burschentag 1959 wurde im Auftrag des WK der Antrag gestellt, die DB solle von allen Mitgliedern von Verbandsburschenschaften mindestens zwei Pflichtmensuren erwarten.
1961 zerfiel der auf 28 Mitgliedsburschenschaften angewachsene Weiße Kreis, nachdem auf dem Burschentag in Nürnberg die Vereinigung der Deutschen Burschenschaft in Österreich (DBÖ) mit der Deutschen Burschenschaft (DB) abgelehnt worden war. Der WK hatte sich wie die gesamte DB in Fusionsgegner und -befürworter gespalten, wobei die Mehrheit im WK sich gegen die Fusion aussprach. Der WK gilt seitdem als vertagt oder suspendiert, allerdings nicht als aufgelöst.

### Der Weiße Verband
Jene zehn Mitgliedsverbindungen, die eine Fusion der DB mit der DBÖ befürworteten, bildeten den Weißen Verband, der nach der Suspendierung des WK geschlossen der Burschenschaftlichen Gemeinschaft beitrat. Diese wurde noch im selben Jahr auf dem Haus der letzten Vorsitzenden Burschenschaft des WK, Cimbria München, gegründet.

### Ring Weißer Burschenschaften
Acht andere ehemalige Mitgliedsburschenschaften des WK gründeten 1965 nach maßgeblicher Initiative von Jürgen Borgwardt den auch heute noch bestehenden Ring Weißer Burschenschaften (RWB), zwei wurden Mitglied der Neuen Deutschen Burschenschaft. Der RWB ist kein Kartell, sondern eine Arbeitsgemeinschaft von Burschenschaften, die anfangs vor allem das korporativ-waffenstudentische Element in den Vordergrund stellte. Ihm gehörten daher nur pflichtschlagende Burschenschaften an, die sich wiederholt für die Wiedereinführung der Pflichtmensur in der DB einsetzten. In der DB galt er als Mitte zwischen den unterschiedlichen Lagern. Seit 2003 hat der RWB fünf Mitgliedsverbindungen in Bonn, Hamburg, Marburg, Leipzig und Rostock. Wegen der starken Fluktuation der Mitgliedsburschenschaften, deren insgesamt geringen Zahl und des stetigen Kampfes mit deren Nachwuchsmangel konnte der RWB im Gegensatz zum WK lange Zeit keinen entscheidenden Einfluss auf die Verbandspolitik der Deutschen Burschenschaft ausüben. In den Geschäftsjahren 2003/04 und 2004/05 stellten dann aber nacheinander die beiden RWB-Burschenschaften Obotritia Rostock und Normannia-Leipzig zu Marburg die Vorsitzende Burschenschaft der DB. Seit 2012 sind nicht mehr alle Mitgliedsburschenschaften des RWB auch Mitglied der DB.

### Arbeitsgemeinschaft Weißer Kreis
Auf dem Burschentag 2010 gründeten unter dem Vorsitz der Münchener Burschenschaft Cimbria sechs Burschenschaften die Arbeitsgemeinschaft Weißer Kreis (AGWK) mit dem Ziel, die Suspendierung aufzuheben und den WK wiederzubeleben. Aufgrund formeller Erfordernisse konnte jedoch dieses Ziel nicht erreicht werden.

## Einordnung innerhalb der Zusammenschlüsse weißer Burschenschaften
Der Weiße Kreis war seinerzeit der bedeutendste Zusammenschluss von Burschenschaften der weißen Richtung.
In der Zwischenkriegszeit bestand er aus den Burschenschaften des Alt-Weißen Kartells, des Schwarz-Weiß-Roten Kartells, des Freundschaftsbundes und des Schwarz-Weißen Kartells. Innerhalb der Deutschen Burschenschaft bildete der Weiße Kreis gemeinsam mit dem Schwarz-Rot-Goldenen Kartell, dem Weißen Ring sowie 14 weiteren Einzelburschenschaften die lose Weiße Arbeitsgemeinschaft (W.A.G.).

## Das „weiße Prinzip“
Die „weißen“ Burschenschaften legen – besonders im Gegensatz zu den „roten“ Burschenschaften – besonderes Augenmerk auf ihr korporatives Zusammenleben und gesellschaftliche Umgangsformen. Zudem sind sie definitionsgemäß pflichtschlagend und werden innerhalb der Deutschen Burschenschaft zum konservativen Flügel gezählt.
Schon zwischen den Weltkriegen betonte die weiße Richtung „mit Nachdruck die korporative Eigenart und waffenstudentischen Aufgaben der Einzelburschenschaften und die Wahrung der überlieferten Formen eines straff geknüpften Gemeinschaftslebens.“
Politisch standen die entsprechenden Verbindungen der traditionellen politischen Rechten nahe. Dies war nicht zwangsläufig mit einem Anschluss an den in den 20er Jahren bereits in einigen Burschenschaften und ab 1929 in der Studentenschaft allgemein zunehmend verbreiteten militanten Antisemitismus verbunden, sondern bezog sich auf Traditionen und konservative Strömungen der Zeit vor dem Ersten Weltkrieg.

## Prinzipien des Weißen Kreises
Aus der Satzung des Weißen Kreises aus dem Jahr der Suspendierung (1961) ergeben sich die folgenden Prinzipien:
- Verfolgen der gleichen burschenschaftlichen Ziele und gemeinsame Vertretung derselben innerhalb der Deutschen Burschenschaft
- Betonung der Eigenständigkeit der Einzelburschenschaften
- Konservative Grundhaltung gegenüber Bestrebungen zur Änderung oder Aufgabe der alten Überlieferungen
- Eintreten für den volkstumsbezogenen Vaterlandsbegriff
- Auf burschenschaftlichen Grundsätzen beruhende Bildungsarbeit
- Nichteinmischung in parteipolitische Auseinandersetzungen
- Wahrung und Überlieferung bewährter studentischer Formen
- Absolvieren eines akademischen Studiums (ein eigentliches Examensprinzip war den alten weißen Burschenschaften aufgrund der seinerzeitigen Verhältnisse zumeist unbekannt)
- Freundschaftliche Beziehungen der Mitgliedsburschenschaften untereinander

## Mitglieder
Zum Zeitpunkt der Suspendierung bestand der Weiße Kreis aus folgenden 28 Burschenschaften:
| Name                                              | Sitz       | Gründung | Farben                             | Kartell | Verbleib                                                                       |
| ------------------------------------------------- | ---------- | -------- | ---------------------------------- | ------- | ------------------------------------------------------------------------------ |
| Aachener Burschenschaft Alania                    | Aachen     | 1876     | blau-rot-gold                      |         | BG (bis 1996), IBZ (bis 2016), Gründungsmitglied der ADB                       |
| Burschenschaft Cimbria Berlin                     | Berlin     | 1888     | weiß-schwarz-rot-weiß              | SWK     | RWB, Fusion zu Brandenburgia Dortmund (1999 aufgelöst), heute wieder in Berlin |
| Burschenschaft Germania Berlin                    | Berlin     | 1862     | schwarz-rot-silber (v.u.)          | WR      | RWB, Fusion zu Brandenburgia Dortmund (1999 aufgelöst), heute wieder in Berlin |
| Burschenschaft Hevellia Berlin                    | Berlin     | 1877     | grün-silber-rot                    |         | Fusion zu Brandenburgia Dortmund (1999 aufgelöst), heute wieder in Berlin      |
| Bonner Burschenschaft Frankonia                   | Bonn       | 1845     | weiß-rot-gold                      | AWK     | RWB                                                                            |
| Burschenschaft Frankonia Erlangen                 | Erlangen   | 1884     | weiß-schwarz-rot-weiß (v.u.)       | SWRK    | BG                                                                             |
| Burschenschaft Teutonia Prag                      | Erlangen   | 1876     | schwarz-rot-gold                   | SRGK    | BG, heute in Würzburg                                                          |
| Burschenschaft Dresdensia-Rugia Frankfurt         | Frankfurt  | 1853     | rot-weiß-grün und violett-weiß-rot | AWK     | heute in Gießen                                                                |
| Burschenschaft Franconia Freiburg                 | Freiburg   | 1877     | rosa-weiß-grün (v.u.)              | VGK     | RWB (bis 1972), NeueDB (bis 2017)                                              |
| Burschenschaft Alemannia Gießen                   | Gießen     | 1861     | blau-rot-gold                      |         | RWB (bis 1993)                                                                 |
| Burschenschaft Alemannia Göttingen                | Göttingen  | 1880     | violett-weiß-rot                   | WR      | RWB, 1999 aufgelöst                                                            |
| Grazer akademische Burschenschaft Arminia         | Graz       | 1868     | schwarz-rot-gold                   | SRGK    | BG                                                                             |
| Grazer akademische Burschenschaft Marcho-Teutonia | Graz       | 1885     | schwarz-silber-grün                |         | BG (bis 2014)                                                                  |
| Hamburger Burschenschaft Germania                 | Hamburg    | 1919     | schwarz-rot-gold (v.u.)            | SWRK    | BG                                                                             |
| Burschenschaft Germania Königsberg                | Hamburg    | 1843     | schwarz-weiß-rot (v.u.)            | AWK     | RWB                                                                            |
| Alte Rostocker Burschenschaft Obotritia           | Hamburg    | 1883     | blau-gold-rot                      | FB      | seit 2003 RWB, heute in Rostock                                                |
| Burschenschaft Rheno-Arminia Heidelberg           | Heidelberg | 1913     | violett-weiß-blau                  |         | 1993 aufgelöst                                                                 |
| Akademische Burschenschaft Germania Innsbruck     | Innsbruck  | 1892     | schwarz-weiß-gold                  |         |                                                                                |
| Burschenschaft Germania Halle                     | Mainz      | 1861     | weiß-rot-gold (v.u.)               | SWRK    | BG                                                                             |
| Burschenschaft Alemannia Marburg                  | Marburg    | 1874     | violett-silber-rot                 | VGK     | RWB (bis 1972), NeueDB (bis 2017)                                              |
| Münchener Burschenschaft Cimbria                  | München    | 1879     | rot-gold-schwarz                   | FB      | BG                                                                             |
| Münsterer Burschenschaft Franconia                | Münster    | 1878     | violett-weiß-rot                   |         | BG (bis 2012)                                                                  |
| Burschenschaft Ghibellinia Stuttgart              | Stuttgart  | 1862     | blau-gold-rot                      |         | BG (bis 1985), IBZ                                                             |
| Alte Straßburger Burschenschaft Germania          | Tübingen   | 1880     | schwarz-silber-rot                 | AWK     | IBZ                                                                            |
| Wiener akademische Burschenschaft Albia           | Wien       | 1870     | schwarz-rot-gold                   | SRGK    | BG                                                                             |
| Wiener akademische Burschenschaft Libertas        | Wien       | 1860     | schwarz-rot-gold                   |         | BG                                                                             |
| Akademische Burschenschaft Markomannia zu Wien    | Wien       | 1860     | schwarz-weiß-gold                  |         | BG, fusioniert mit der Wiener akad. B! Bruna Sudetia                           |
| Burschenschaft Cimbria Würzburg                   | Würzburg   | 1875     | violett-silber-schwarz             | FB      | RWB (bis 1991)                                                                 |